# Dayan Peken
Dayan Peken is een bestuurslaag in het regentschap Mataram van de provincie West-Nusa Tenggara, Indonesië. Dayan Peken telt 9038 inwoners (volkstelling 2010).